# Пуйки
Пуйки (Meleagris) са голям род птици, произлизащ от Америка. Включва два вида: обикновената пуйка и пауновата пуйка. Мъжките и от двата вида имат отличителен месест придатък, който виси от върха на клюна им. Това са едни от най-големите птици на Земята. Както при повечето кокошоподобни, мъжките са по-големи и много по-цветни от женските. Някои пера отпред на гърдите са настръхнали. Третото перо е най-дългото от всички. Опашката е широка, с 18 пера и може да се издига.
Първите пуйки еволюират в Северна Америка преди около 20 милиона години. Те споделят общ прародител с фазаните.

## Разпространение
Пуйката (M. gallopavo) се среща в дивата природа в горите на Северна Америка, по бреговете на Мисури и Мисисипи, където мъжките се отличават със значителна големина. Среща се и в югоизточните части на Канада. Пауновата пуйка (M. ocellata) се среща в горите на Юкатан в Централна Америка.
Пуйката е пренесена в Европа към началото на 16 век.

## Значение за хората
Пуйката (M. gallopavo) се използва като храна от хората. Първоначално е опитомена от коренното население на Мексико от поне 800 г. пр.н.е. Тези домашни животни след това са интродуцирани в Северна Америка или са отделно опитомени от коренните жители в региона към 200 г. пр.н.е., първоначално заради перата им, които се използват на церемонии и за направата на одежди и одеяла. За пръв път пуйките се използват за месо от индианците към 1100 г. За разлика от дивите пуйки, домашните са избирателно отглеждани, за да станат по-големи и да дават повече месо. В американската култура, пуйката се яде редовно на Коледа и на Деня на благодарността.
Пуйките могат да бъдат агресивни към хората и домашните им любимци в жилищните райони. Привикналите пуйки могат да се опитат да доминират или да атакуват хора, които птиците считат за подчинени.